# Nabor Wanderley
Nabor Wanderley da Nóbrega Filho (Patos, 14 de setembro de 1965) é um advogado, empresário e político brasileiro, filiado ao Republicanos. Foi deputado estadual da Paraíba de 2015 a 2020 e atualmente é prefeito da cidade de Patos, no mesmo estado, cargo que também exerceu de 2005 a 2013.
Formado em Direito pela UEPB, é pai do deputado federal Hugo Motta e filho de Nabor Wanderley da Nóbrega, que também foi prefeito de Patos entre 30 de novembro de 1955 e 30 de novembro de 1959.

## Carreira política
Disputou as eleições para prefeito de Patos, em 2004 pelo PMDB, obtendo 27.226 votos (56,31%), contra 21.123 (43,69%) de Dineudes Possidônio, do PFL. No primeiro mandato, de 2005 a 2008, recebeu premiações como FNDE/PNAE – GESTÃO EFICIENTE DA MERENDA ESCOLAR/2006 – REGIÃO NORDESTE, Premiação do Selo Escola Solidária conferido pela UNICEF pela implantação do projeto Incentivo à Leitura. Implantou serviços essenciais como o SAMU (regionalizado anos depois de sua inauguração); municipalizou o trânsito da cidade,  inaugurou creche, trabalhou pela geração de emprego e renda, humanizou o atendimento da saúde, dentre tantos outros benefícios. Na condição de prefeito, obteve a aprovação da população, fato registrado na Revista Polítika, tendo 67,8% de aprovação do eleitorado em 2011, saindo à frente de oito cidades paraibanas analisadas. Em 2016, disputou novamente a eleição para prefeito no município de Patos, obtendo 21.740 votos (42.04%) e sendo derrotado pelo seu oponente Dinaldinho, que teve 26.846 votos (51.94%).
Além de ser prefeito de Patos por dois mandatos consecutivos, foi eleito deputado estadual em 2014, obtendo 40.138 votos (2,00%), e reeleito para o mesmo cargo em 2018, com 32.627 votos (1,59%).

## Condenação
Foi denunciado pelo Ministério Público por falsificação de documento e condenado em primeira instância por improbidade administrativa devido irregularidades em contratos assinados com um instituto para a contratação de centenas de servidores públicos quando era prefeito.
No dia 13 de abril de 2016, o político impetrou um pedido de habeas corpus no STJ, sendo que no dia posterior, a cópia circulava nas redes sociais causando vários comentários. Em nota a assessoria de comunicação do deputado esclareceu que o pedido impetrado foi por causa do Ministério Público ter movido uma ação penal em virtude de um convênio para a construção de poços nos anos de 2004 e 2005. O MP havia alegado problemas na primeira fase quando o prefeito na época era Dinaldo Medeiros Wanderley e o pedido visava retirar o nome do deputado da ação penal, já que na época da gestão inexistiu irregularidades na execução do convênio, constatado pela Funasa. Em nota a assessoria de comunicação do deputado esclareceu que o pedido impetrado foi por causa do Ministério Público ter movido uma ação penal em virtude de um convênio para a construção de poços nos anos de 2004 e 2005. O MP havia alegado problemas na primeira fase quando o prefeito na época era Dinaldo Medeiros Wanderley e o pedido visava retirar o nome do deputado da ação penal, já que na época da gestão inexistiu irregularidades na execução do convênio, constatado pela Funasa.

## Esquema de recebimento de propina
Nabor é acusado pelo recebimento de propina sobre uma obra executada em Patos. A acusação consta na proposta de delação premiada de José Aloysio da Costa Machado Neto, proprietário da empresa Soconstrói, investigada na Operação Desumanidade, que apura desvios na construção de unidades básicas de saúde em na cidade. Segundo o empresário, Nabor recebeu 10% em propina a partir de um contrato de terraplanagem de ruas no município.
O prefeito da cidade de Emas, Segundo Madruga também participava do esquema. Ainda de acordo com o depoimento do empresário, em 2010, Madruga e Nabor se reuniram para estabelecer que a obra de terraplanagem ficaria sob a responsabilidade de uma empresa de fachada denominada Suport.
Nabor Wanderley negou ter recebido propina ou interferido em processos licitatórios; diz ainda que desconhece o teor da proposta de delação.